# Želovce
Želovce (węg. Zsély) – wieś (obec) na Słowacji położona w kraju bańskobystrzyckim, w powiecie Veľký Krtíš. Pierwsze wzmianki o miejscowości pochodzą z 1327 roku.
Według danych z dnia 31 grudnia 2012 roku, wieś zamieszkiwało 1326 osób, w tym 697 kobiet i 629 mężczyzn.
W 2001 roku rozkład populacji względem narodowości i przynależności etnicznej wyglądał następująco:
- Słowacy – 76,59%
- Czesi – 0,38%
- Polacy – 0,08%
- Węgrzy – 21,96%

Ze względu na wyznawaną religię struktura mieszkańców kształtowała się w 2001 roku następująco:
- Katolicy rzymscy – 88,83%
- Ewangelicy – 5,28%
- Ateiści – 3,98%
- Nie podano – 1,76%